# Франц Йозеф Гогенцоллерн-Эмден
Франц Йозеф Гогенцоллерн-Эмден (полное имя — Франц Йозеф Мария Людвиг Антон Тассило) (30 августа 1891 — 3 апреля 1964) — немецкий принц из рода Гогенцоллерн-Зигмаринген. При рождении получил имя Принц Франц Йозеф Гогенцоллерн, а в 1933 году принял фамилию «Принц фон Гогенцоллерн-Эмден».

## Ранняя жизнь
Франц Йозеф родился в Хайлигендамме в Великом герцогстве Мекленбург-Шверин. Второй (младший) сын принца Вильгельма Гогенцоллерна (1864—1927), главы рода Гогенцоллерн-Зигмаринген (1905—1927), и принцессы Марии Терезы Бурбон-Сицилийской (1867—1909). У него был старший брат-близнец — принц Фридрих Гогенцоллерн, который родился на несколько минут раньше.

## Военная служба
Во время Первой мировой войны Франц Йозеф служил в императорском военно-морском флоте в чине второго торпедного офицера на бронепалубном крейсере SMS Emden в бою у Кокосовых островов (9 ноября 1914). Крейсер SMS Emden смог захватить и потопить большое количество английских судов. В награду германское правительство разрешило морским офицерам, служившим на этом крейсере, добавить название судна к окончанию своей фамилии. Поскольку в Веймарской республике дворянские титулы были преобразованы в фамилии, то в 1919 году Франц Йозеф принял фамилию «Принц фон Гогенцоллерн-Эмден».
В 1925 году Франц Йозеф написал книгу воспоминаний о своей военно-морской службе: «Emden: Meine Erlebnisse auf S.M Schiff Emden» (Лейпциг, Экштайн, 1925). Книга была переведена на английский язык и опубликована под названием: «Emden: My Experiences in S.M.S. Emden» (спечатано с «Emden: The Last Cruise of the Chivalrous Raider», 1914, Brighton: Lyon, 1989, ISBN 0-904256-45-6).
Франц Йозеф также имел чин контр-адмирала румынского военно-морского флота.

## Членство в нацистской партии
С 1930 года — член НСДАП. В 1933 году Франц Иосиф стал членом СС (под номером 276 691). 1 апреля 1936 года он стал полноправным членом нацистской партии. Как крупный католический дворянин и близкий родственник Габсбургов, Бурбонов и Саксонской династии, Франц-Йозеф сделал много для респектабельности нацистской партии.
С 1939 по 1944 год Франц-Йозеф командовал морской зенитной батареей в военно-морской базе в Куксхафене. В июне 1944 года он был освобожден от действительной воинской службы. В ноябре 1944 года принц был исключен из состава СС вместе с другими представителями немецкой знати, чья преданность Гитлеру была поставлена под сомнение. В письме к Генриху Гиммлеру от 3 января 1945 года Франц-Йозеф заявил о своей постоянной преданности нацистам и безуспешно умолял вновь вернуть его в состав СС.

## Брак и дети
25 мая 1921 года Франц Йозеф Гогенцоллер-Эмден женился на принцессе Марии Алисе Саксонской (27 сентября 1901 — 11 декабря 1990), дочери последнего короля Саксонии Фридриха Августа III и эрцгерцогиня Луизы Австрийской, принцессы Тосканской. Его брат-близнец Фридрих Гогенцоллерн женился на принцессе Маргарите Kaроле Саксонской, старшей сестре Марии Алисы.
Франц-Йозеф и Мария Алиса имел четырёх детей:
- Карл Антон Гогенцоллерн-Эмден (28 января 1922 — 3 ноября 1993), 15 августа 1951 года женился в Риме на Александре де Афиф (1919—1996), тёте Александра Афифа (род. 1954). Детей у них не было.
- Meйнрад Леопольд Гогенцоллерн-Эмден (17 января 1925 — 9 сентября 2009). 25 августа 1971 года женился на баронессе Эдине фон Кап-Герр (род. 23 августа 1938). Супруги имели одну дочь:
  - Стефания-Антуанетта Гогенцоллерн (род. 6 декабря 1974), в 1999 году вышла замуж за Себастьяна Экснера (род. 1977)[1].
- Мария Маргарета Гогенцоллерн-Эмден (2 января 1928 — 4 августа 2006), 18 декабря 1965 года вышла замуж за Карла Грегора Мекленбург-Стрелицского (1933—2018), второго сына Георга Мекленбург-Стрелицского, главы дома Мекленбург-Стрелиц. Детей у них не было.
- Эммануэль Йозеф Гогенцоллерн-Эмден (23 февраля 1929 — 8 февраля 1999), 25 мая 1968 года женился на Катарине Саксен-Веймар-Эйзенахской (род. 30 ноября 1943), внучке Вильгельма Эрнста, великого герцога Саксен-Веймар-Эйзенаха. В 1985 году супруги развелись. У них родилось двое детей:
  - Евгения Гогенцоллерн (род. 13 марта 1969), 15 ноября 1991 года вышла замуж за Александра Зауттера (род. 1966). Позже супруги развелись. У них родились две дочери.
  - Карл Александр Гогенцоллерн (род. 26 октября 1970), с 1991 по 1997 год был женат на Ангеле Штольце (род. 1942). В 2002 году женился на Аслет Темуровской. Брак был аннулирован через 6 недель. В 2012 году женился на Корине Нехейме (род. 1990). Брак распался через 2 месяца. Все браки бездетные[2].

Франц Йозеф жил вместе с семьёй в «Вилла Евгения» в Хехингене.
72-летний принц Франц Йозеф Гогенцоллер-Эмден скончался 3 апреля 1964 года в Тюбингене (земля Баден-Вюртемберг). Он и его жена были похоронены в церкви в Зигмарингене.

## Награды
- Кавалер Креста почёта 1-го класса ордена Дома Гогенцоллернов
- Железный крест 1-го класса (Пруссия)
- Железный крест 2-го класса (Пруссия)
- Медаль 3-го класса за выслугу лет в СС
- Кавалер Большого Креста Константиновского ордена Святого Георгия.